# Deinopis granadensis
Deinopis granadensis là một loài nhện trong họ Deinopidae.
Loài này thuộc chi Deinopis. Deinopis granadensis được miêu tả năm 1879 bởi Eugen von Keyserling.